# Мастер со сломанными пальцами
«Мастер со сломанными пальцами» или «Мастер с треснутыми пальцами» (кит. 刁手怪招) — гонконгский фильм с боевыми искусствами с Джеки Чаном в главной роли, режиссёра Цзинь Синя, вышедший в 1979 году. Часто упоминаются другие года: 1971, 1973, 1974 и 1981. Оригинальная версия была снята в 1971 году и вышла на экраны в 1973 году под названием Маленький тигр из Квантунга. Отредактированная версия фильма под названием Мастер со сломанными пальцами фактически не была выпущена до 1979 года.

## Предыстория
Фильм был создан на основе материалов из других фильмов, в основном, из «Маленького тигра из Квантунга». После того, как Чан стал очень популярным после выходов на экраны фильмов Змея в тени орла и Пьяный мастер в конце 1970-х, «Маленький тигр» был переиздан. Также в новую версию фильма вошли сцена из Пьяного мастера и специально снятые для новой версии сцены с участием новых актёров. Кроме того, был нанят дублёр, который дрался в финале нового фильма с завязанными глазами. В 1981 году получившаяся версия была приобретена Диком Рэндаллом, который дал ей название Master with Cracked Fingers и сделал ей английский дубляж. Такая версия также вышла под названием Snake Fist Fighter.

## Сюжет
Лун, маленький мальчик, интересуется кунг-фу, но не может изучать его, так как у него нет денег. Однажды он встречает нищего старика, который предлагает себя в качестве учителя по кунг-фу. После нескольких лет обучения у старика парень становится неплохим бойцом, однако его отец запрещает ему драться. После ряда стычек с местной бандой вымогателей и всё более и более суровых наказаний своего отца, парню помогает учитель. В ответ на это бандиты сжигают дом и тем самым убивают отца юноши. Лун разбирается с бандой на пристани, а потом соглашается на бой с завязанными глазами с их главным боссом.

## Распространение
Дик Рэндалл приобрёл новую версию фильма и нанял актёров, чтобы сделать к ней дубляж на английском. Позже он продал права дистрибьюторской компании 21st Century Film Corporation, которая дала ограниченный прокат по кинотеатрам США под названием Snake Fist Fighter в 1981 году.
После успеха Джеки Чана в США в фильме Разборка в Бронксе (1995) права на выпуск фильма на VHS были переданы и распределены между различными дистрибьюторами.

## В ролях
Маленький тигр из Квантунга
| Актёр       | Роль        |
| ----------- | ----------- |
| Джеки Чан   | Лун         |
| Чэнь Хунле  | Чжоу Бин    |
| Тянь Фэн    | отец Луна   |
| Шу Пэйпэй   | Сяо Лан     |
| Цзинь Цзюнь | дядя Луна   |
| Юнь Пиу     | (в эпизоде) |
| Марс        | (в эпизоде) |

Мастер со сломанными пальцами
| Актёр        | Роль          |
| ------------ | ------------- |
| Юнь Сиутхинь | старый мастер |
| Сэк Дин      | лендлорд      |
| Квон Ён Мун  | Большой босс  |
| Цзян Цзинь   | толстяк       |